# Ampelografie
Ampelografie is de wetenschappelijke beschrijving (en dus kennis) van de wijnstokken. 
Het begrip is afgeleid van het Griekse ampelos, wijnstok.
Er bestaan vele druivenrassen die geschikt zijn voor consumptie en voor commerciële toepassing. De Vitis-soorten zijn verzameld in de Vitis International Variety Catalogue. Het ligt voor de hand dat een gedegen kennis van de verschillende rassen nodig is. Niet elk ras kan overal gedijen. Er zijn rassen die speciaal ontwikkeld zijn om in meer noordelijk gelegen streken aangeplant te kunnen worden, daar waar het koeler is en er minder zonuren zijn. In Europa is Nederland ongeveer de uiterste grens voor het aanplanten van commerciële variëteiten.
De verspreiding van de rassen gebeurde zo vroeg in de geschiedenis, dat er geen duidelijke bronnen voor bestaan. Het is wel duidelijk dat de wijnstok afkomstig is als mutatie van wilde wingerd, die oorspronkelijk in de Kaukasus groeide. Daar ontstonden de eerste eenhuizige rassen in afwijking van de tweehuizige aard van wingerd, die mannelijke en vrouwelijke bloemen op verschillende planten heeft. De oerwijndruif (Vitis vinifera) werd eenhuizig. Door selectie werden steeds grotere vruchten en trossen ontwikkeld. Grieken en Romeinen hebben vervolgens de wijnstok over het hele Middellandse Zeegebied verspreid, van waaruit er steeds noordelijker werd aangeplant.
Het belangrijkste criterium om wijnstokken te ontwikkelen is de opbrengst van druiven. Toch zijn er bepaalde rassen die zeer kleine druiven voortbrengen of die slechts een geringe opbrengst hebben. Deze rassen dreigen in de huidige overcommerciële omgeving te verdwijnen. Aan het einde van de 20e eeuw werden zorgvuldig ontwikkelde kruisingen tussen twee rassen, zoals de couderc en seibel, steeds minder verbouwd.
De ontwikkeling van nieuwe rassen op basis van het terroir heeft geleid tot uitzonderlijke combinaties: men kan zich nog moeilijk indenken dat de Rijnwijnen wat zouden voorstellen zonder de Riesling of Loire-wijnen zonder de chenin blanc.
Champagne zonder chardonnay of Médoc zonder cabernet sauvignon zijn ondenkbaar geworden.

## Fotogalerij

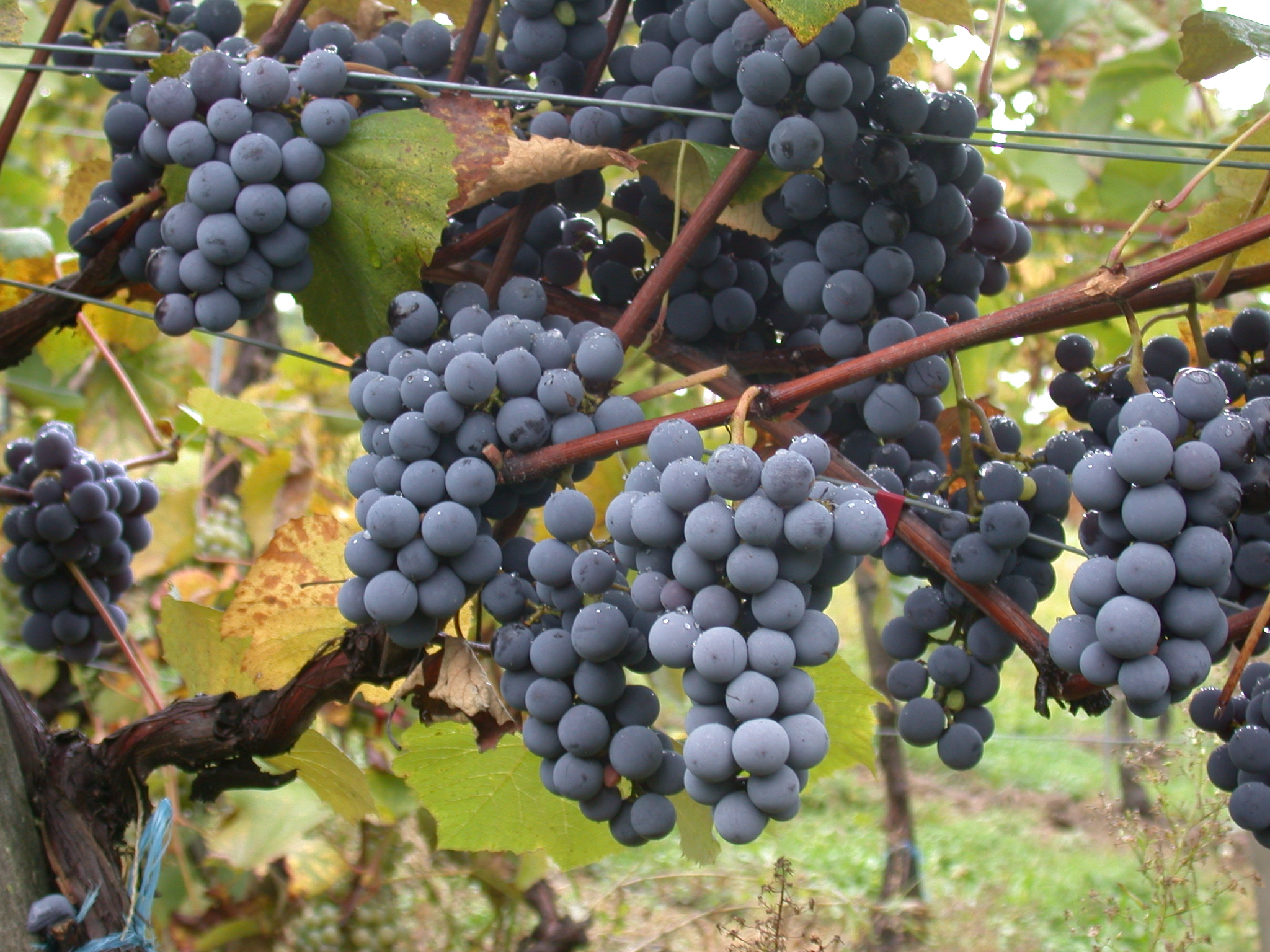
Ripatella-druiven
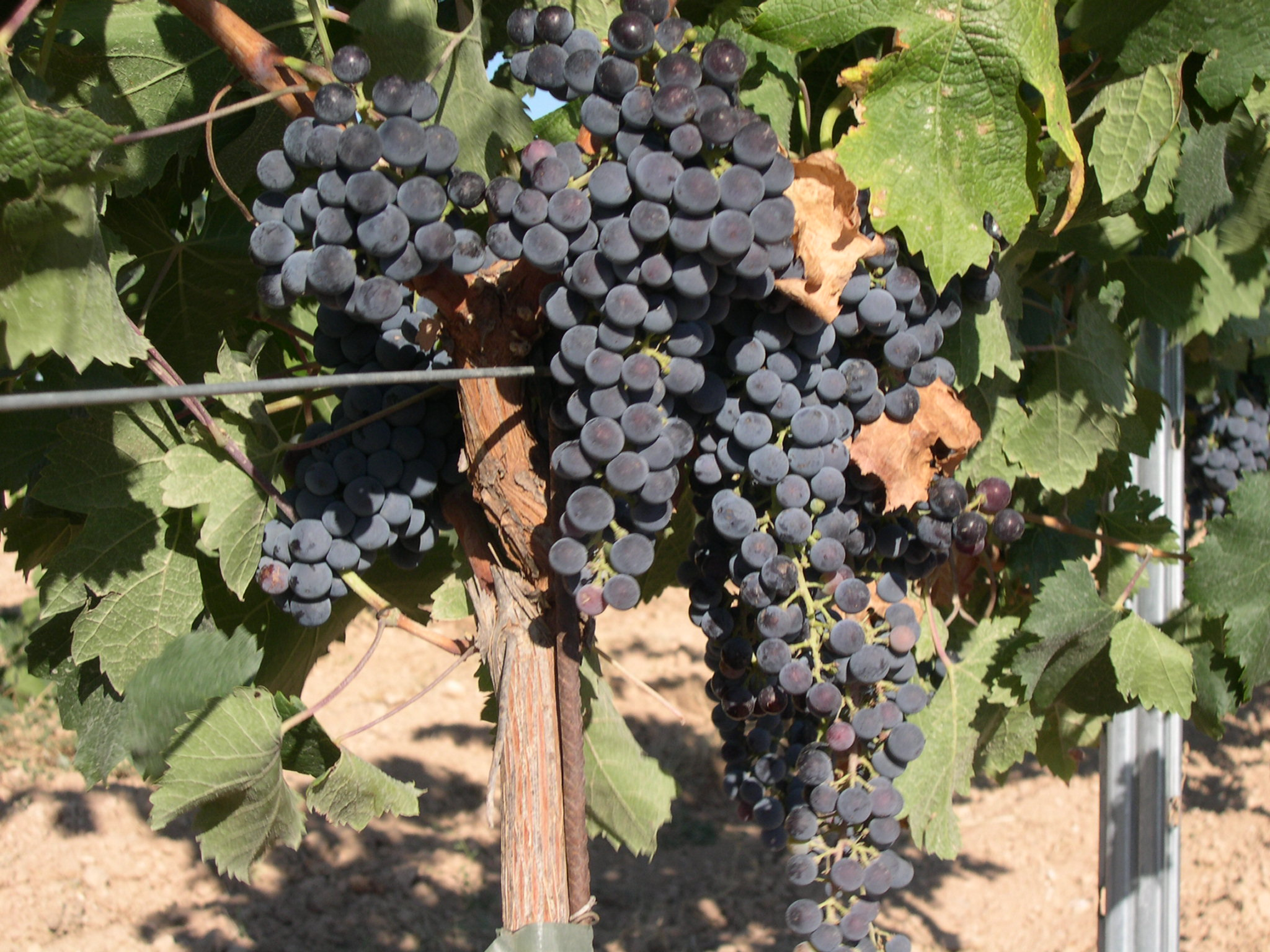
Merlotdruiven